# Lassy (Calvados)
Lassy település Franciaországban, Calvados megyében. Lakosainak száma 322 fő (2018. január 1.). Lassy Estry, Montchauvet, La Rocque, Saint-Jean-le-Blanc, Saint-Vigor-des-Mézerets és Le Theil-Bocage községekkel határos.

## Népesség
A település népességének változása:
| Lakosok száma | 449  | 385  | 311  | 327  | 337  | 344  | 346  | 998  | 328  | 322  |
|               | 1968 | 1975 | 1982 | 1999 | 2006 | 2011 | 2013 | 2016 | 2017 | 2018 |